# Nhĩ cán vàng
Nhĩ cán vàng (danh pháp khoa học: Utricularia aurea), là một loài thực vật có hoa sống một năm hoặc lâu năm thuộc chi Utricularia họ Lentibulariaceae. Nó là loài thực vật ăn thịt kích thước từ trung bình tới lớn, lơ lửng trong môi trường nước ngọt như ao, hồ, ruộng lúa, hào rãnh. Nó là loài nhĩ cán thủy sinh phổ biến và phân bố rộng nhất tại châu Á. Khu vực phân bố bản địa của loài này là Ấn Độ, Nepal, Bangladesh, Sri Lanka, Myanmar, Thái Lan, Lào, Campuchia, Việt Nam, Malaysia, Indonesia, Philippines, Trung Quốc tới Nhật Bản ở phía bắc và Australia ở phía nam.

## Mô tả
Loài thực vật thủy sinh chìm. Lá mọc chụm 4, dài 4–5 cm, xẻ thành đoạn nhỏ hẹp như kim, mang nhiều túi cỡ 1 mm để bắt các sinh vật nhỏ. Chùm đứng khí sinh, cao 15–25 cm. Hoa gắn ở đáy một lá hoa 2 mm. Lá đài tròn dài, vành màu vàng, to, môi dưới dài 1,2 cm, đậy kín miệng hoa. Quả nang xụ, tròn, to 5 mm; hột dẹp, có cánh. Var. gracilis là cỏ nhỏ hơn; chùm ngắn, nhỏ, thường có phao phù hình thoi. Bộ nhiễm sắc thể 2n = 80. Ra hoa tháng 6-11, kết quả tháng 7-12.

## Sử dụng
Loài này được trồng phổ biến trong các bể cảnh. Nó cũng từng được sử dụng như là một loại thuốc đắp để chữa trị vết thương.

## Thư viện ảnh

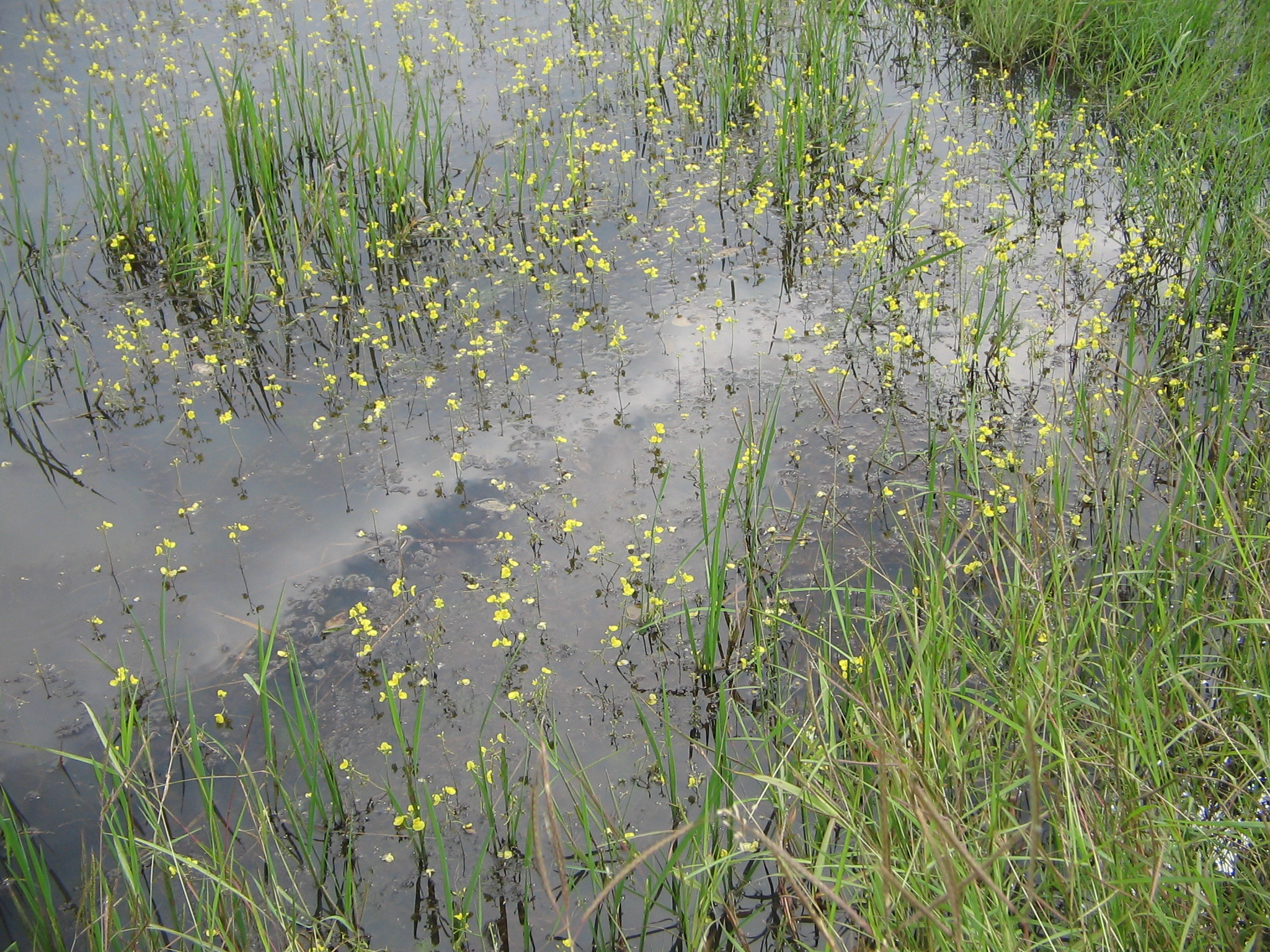
Utricularia aurea trong ruộng lúa.
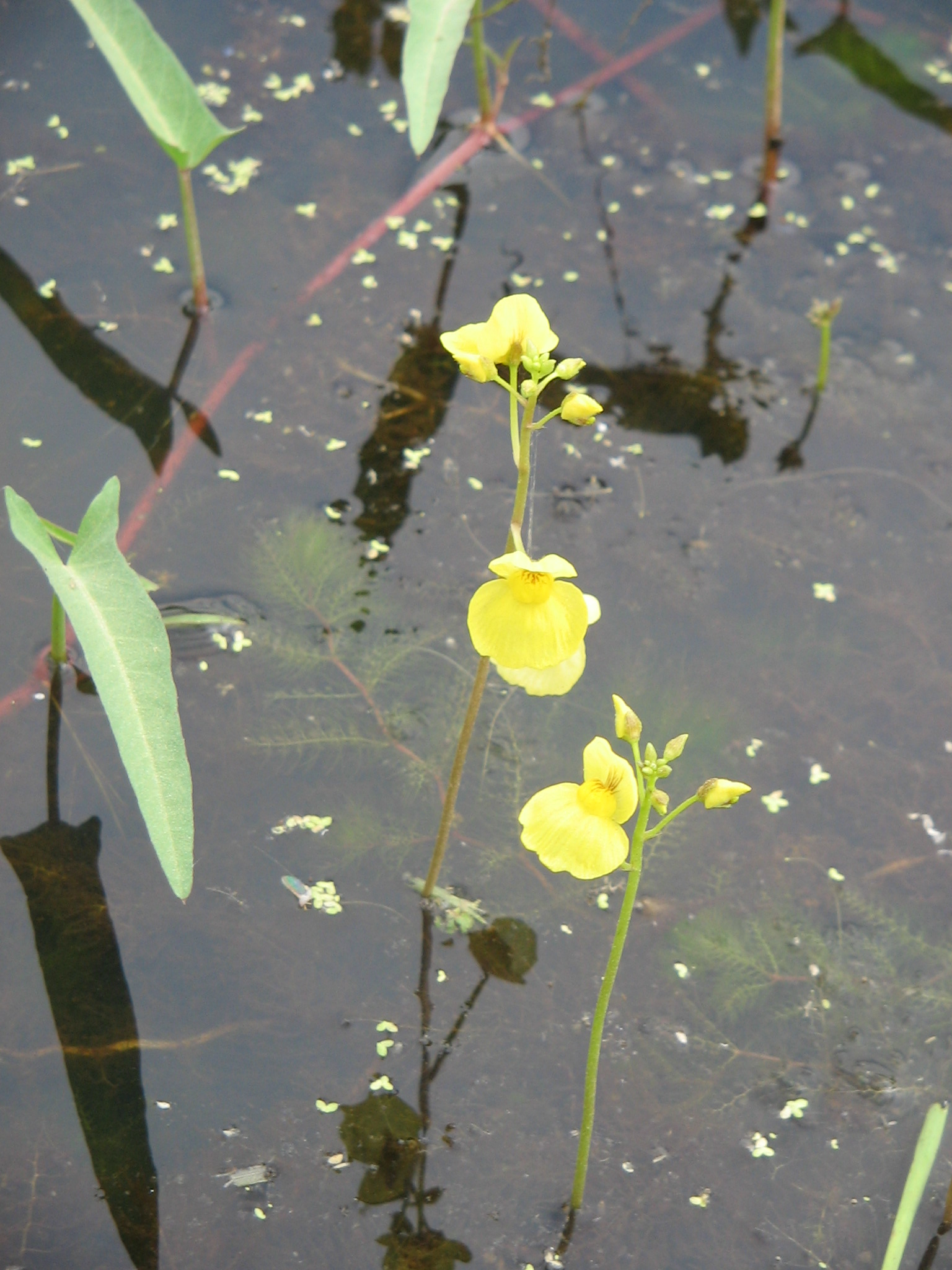
Utricularia aurea và Ipomoea aquatica
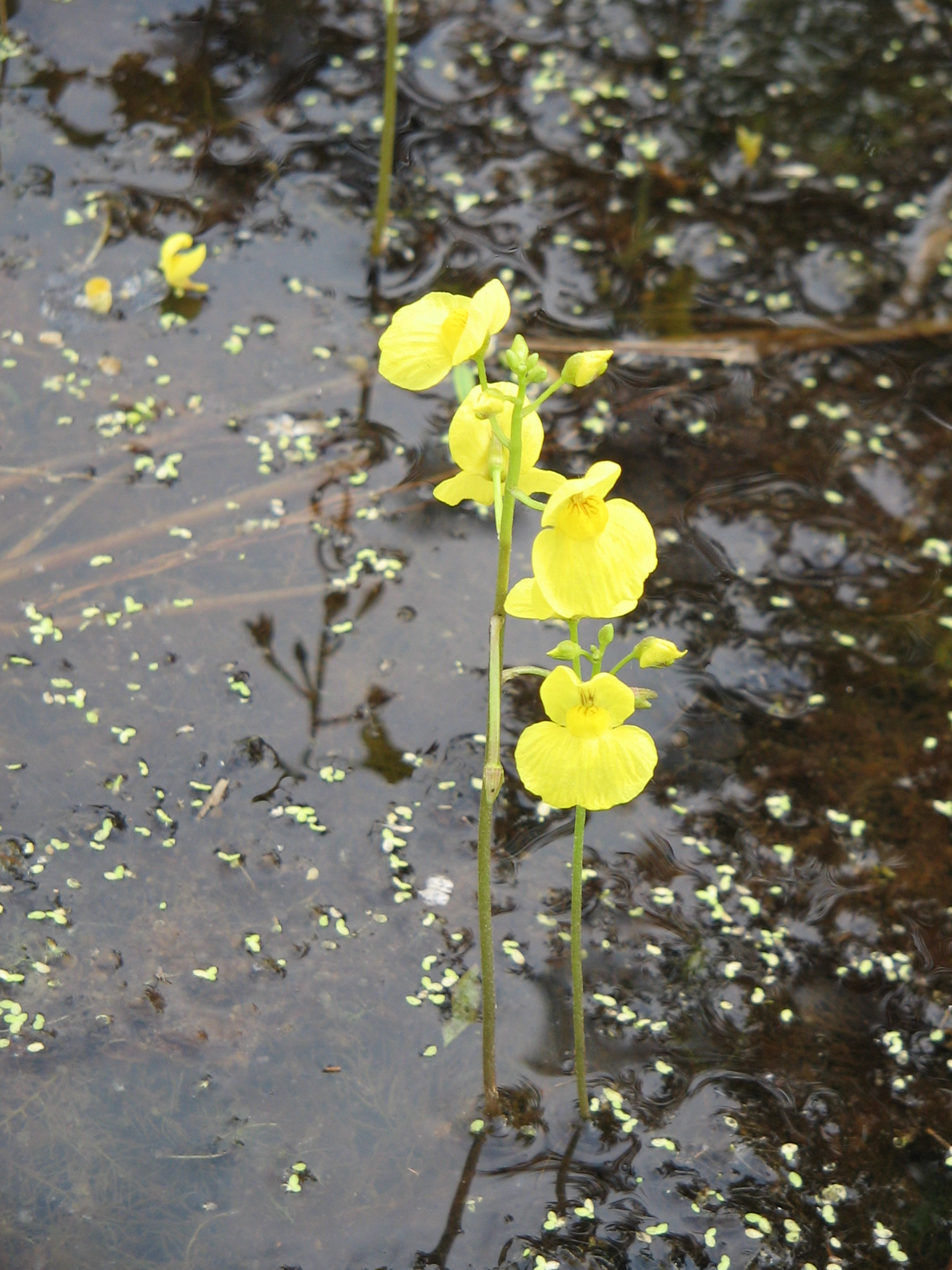
Hình chụp gần của hoa.
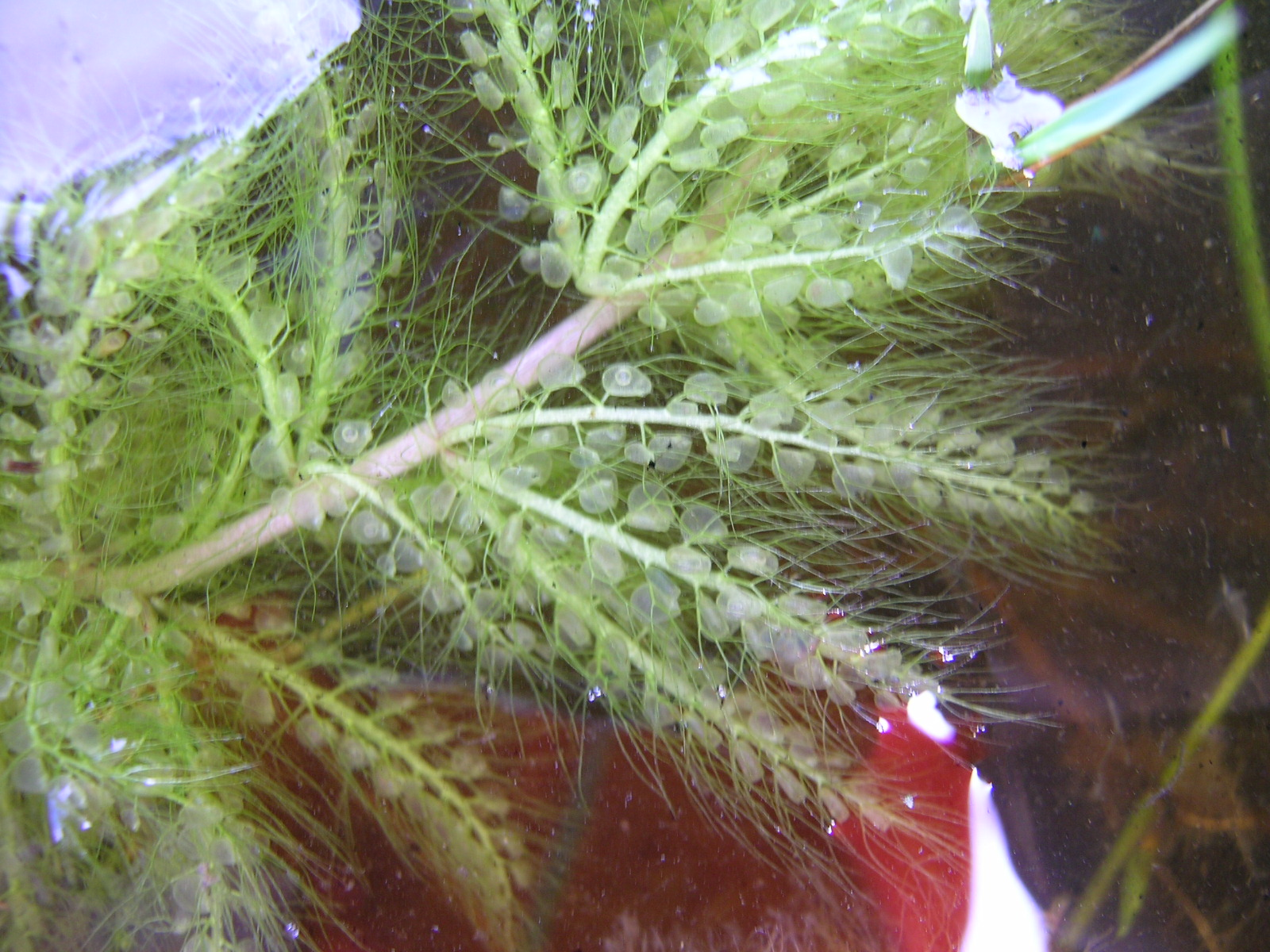
Hình chụp các bong bóng của nhĩ cán vàng.
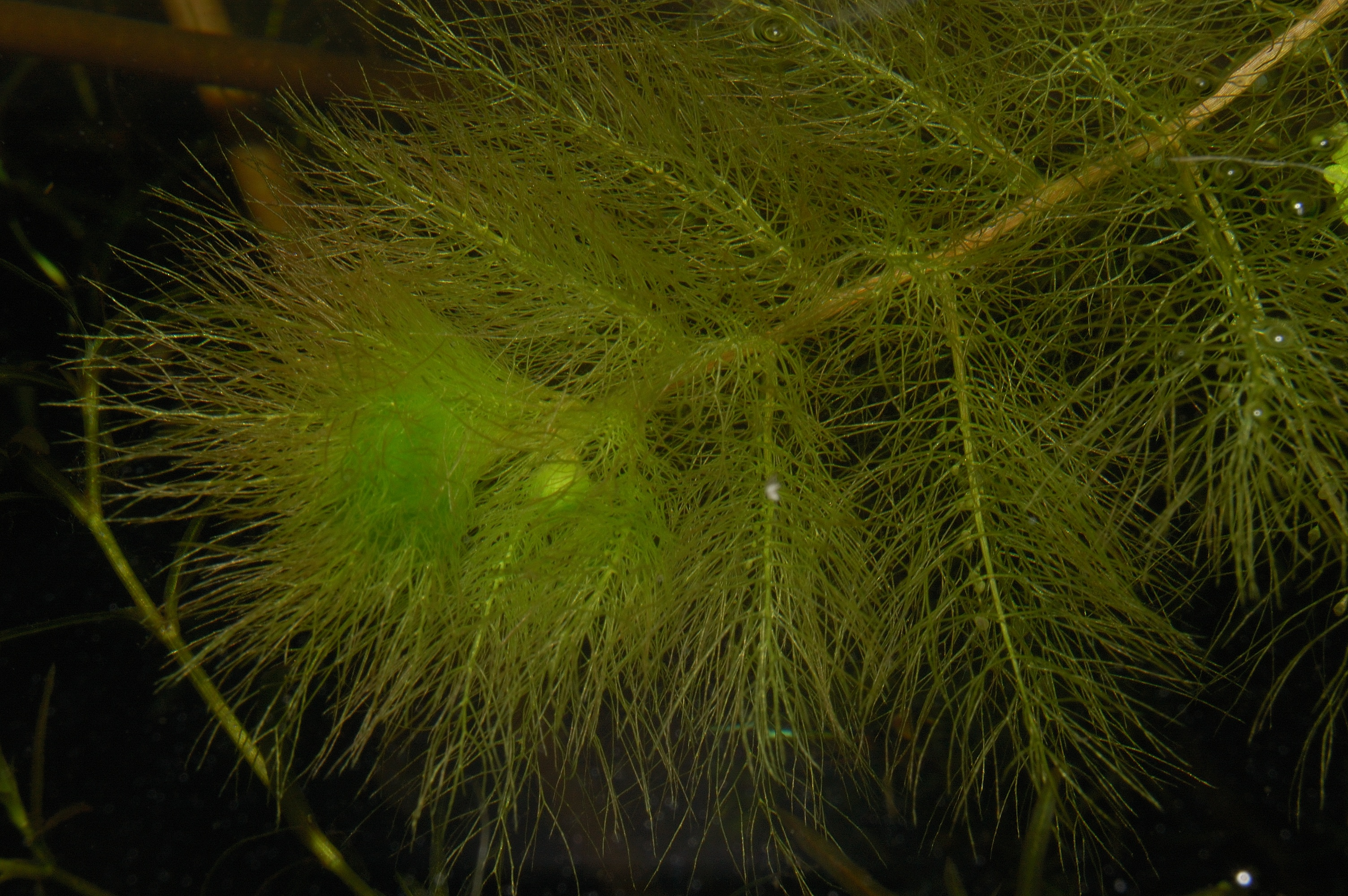